# Рутковське-Дуже
Рутковське-Дуже (пол. Rutkowskie Duże) — село в Польщі, у гміні Ясвіли Монецького повіту Підляського воєводства.
Населення — 229 осіб (2011).
У 1975-1998 роках село належало до Білостоцького воєводства.

## Демографія
Демографічна структура станом на 31 березня 2011 року:
|          | Загалом | Допрацездатний вік | Працездатний вік | Постпрацездатний вік |
| -------- | ------- | ------------------ | ---------------- | -------------------- |
| Чоловіки | 116     | 22                 | 83               | 11                   |
| Жінки    | 113     | 23                 | 65               | 25                   |
| Разом    | 229     | 45                 | 148              | 36                   |